# Civilització epi-olmeca

Jaciments epiolmeques importants.

La Cultura epiolmeca és una àrea cultural situada al territori central de l'actual estat mexicà de Veracruz, concentrada al voltant de la conca del riu Papaloapan. Aquesta cultura va existir durant el Període Formatiu Tardà de la cronologia mesoamericana, aproximadament entre el 300 aC fins al 250 dC. La cultura epiolmeca va ser successora de la cultura olmeca, d'aquí el prefix "epi-" o "post-". Per bé que la cultura epiolmeca no va aconseguir un desenvolupament tan durador com la seva predecessora, sí que va aconseguir amb el seu sofisticat calendari i sistema d'escriptura un gran nivell de complexitat cultural desconegut pels olmeques. Recentment s'han fet proclames de desxiframent d'aquesta escriptura, que revelen que la llengua d'aquestes podria estar emparentada amb les llengües mixe-zoque.
Tres Zapotes i posteriorment Cerro de las Mesas van ser els grans centres epiolmeques, tot i que cap aconseguiria una grandària i importància semblants a les grans ciutats olmeques que els van precedir ni El Tajín després d'ells. Entre altres centres epiolmecas d'importància també destaquen El Mesón, Lerdo de Tejada, La Mojarra, Bezuapán i Chuniapán de Abajo

## La cultura epiolmeca en context
El sorgiment de la cultura epiolmeca a la franja occidental del territori olmeca coincideix amb la despoblació de la franja orienta i el declivi de la cultura olmeca en general. La cultura epiolmeca va representar una transformació gradual en lloc d'una ruptura completa amb la cultura olmeca. Per exemple, molts elements i motius artístics dels olmecas van ser utilitzats per la seva cultura successora. Tres Zapotes, un dels principals centres olmeques, va continuar sent un important centre regional durant la cultura epiolmeca. D'altra banda, la vida quotidiana de les classes no privilegiades va continuar sent molt similar: agricultura de subsistència amb complement ocasional de caça i pesca, edificis de branques entrellaçades, teulades de coberta vegetal, i hórreos d'emmagatzematge amb forma de campana.
Addicionalment, durant el període Formatiu Tardà Mesoamericà es va produir un declivi estès del comerç i altres interaccions interregionals per tot el territori. juntament amb una reducció marcada de l'ús d'objectes exòtics de prestigi com ara comptes de pedra verda. S'ha proposat que aquestes mercaderies exòtiques van ser substituïdes per béns de luxe locals, com robes i tocats valuosos. No obstant això el declivi del comerç i les relacions interregionals no van ser uniformes: en especial la interacció amb els pobles i cultures de l'istme de Tehuantepec es van incrementar, i també es percep un increment en la importació d'obsidiana.
En contrast amb l'art olmeca anterior, l'art epiolmeca mostra una pèrdua general de detalls i qualitat. Les figuretes ceràmiques són molt menys realistes i els monuments i esteles de basalt de Tres Zapotes són molt menys elaborats que els d'època anterior a San Lorenzo i La Venta.
A causa de la ubicació descentralitzada de grups de túmuls i escultura monumental a Tres Zapotes, es considera que la jerarquia social epiolmeca estava menys centralitzada que els seus predecessors olmeques, la qual potser seria una demostració de l'existència d'una assemblea de govern faccionalizada en lloc d'un sistema de govern al voltant d'un governant únic.

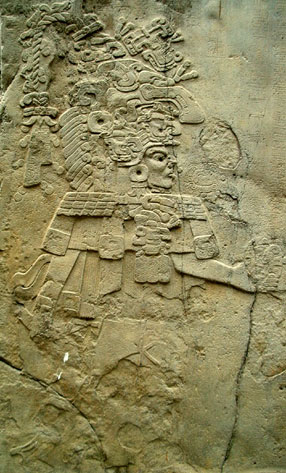
Imatge del costat esquerre de l'estela de la Mojarra, on apareix una figura identificada com a "Senyor recol·lector de la Muntanya".

## Escultura epiolmeca

### Escriptura i calendari
Tot i que la descripció del que semblen esdeveniments històrics pot contemplar-se a l'Estela 3 de la Venta ("Tío Sam") i al Monument 13 ("El Embajador"), l'escultura olmeca estava més orientada cap als retrats de governants, com reflecteixen per exemple nombrosos caps colossals. En contrast, els monuments epiolmeques mostren un creixent interès per la historicitat, un fet que culmina finalment amb l'aparició d'inscripcions epigràfiques datades.
Les inscripcions epigràfiques van ser possibles perquè la cultura epiolmeca des d'època primerenca va començar a utilitzar un conjunt de signes calendàrics a llarg termini, així com un sistema d'escriptura molt primitiu, l'escriptura epiolmeca o istmiana. L'escriptura istmiana apareix en diverses escultures epiolmeques com l'Estela 1 de la Mojarra, l'Estatueta de Tuxtla, i l'Estela C de Tres Zapotes. Cadascun d'aquests monuments conté un sistema de datació a llarg termini i són els textos més detallats d'aquesta època a Mesoamèrica. Recentment, Joh Justeson i Terrence Kaufman, en un article publicat el 1993, afirmen haver aconseguit un desxiframent parcial de l'escriptura epiolmeca de l'Estela de la Mojarra. D'acord amb aquest intent de desxiframent, la llengua d'aquestes inscripcions sembla una llengua mixe-zoque; de fet podria ser un ascendent directe de l'idioma proto-mixe-zoque (reconstruït) anterior a la separació d'aquestes llengües en dues branques.
El sistema d'escriptura i els signes calendàrics epiolmeques semblen els antecessors històrics dels sistemes d'escriptures desenvolupats posteriorment pels maies.

### Temes artístics
Mentre que els monuments d'Izapa, alguns a 500 km al sud-est mostren temes mítics i religiosos, els monuments epiolmeques glorificaven els seus governants. L'Estela 1 de la Mojarra, per exemple, mostra a un governant amb un elaborat abillament i tocat. La traducció de Justeson i Kaufman de l'escriptura istmiana que l'acompanya dona a la figura el nom de Senyor recol·lector de la Muntanya i l'escriptura narra el seu ascens al poder, una guerra, un eclipsi solar, el seu sacrifici personal de sang (segons les pràctiques locals, els governants vessaven part de la seva sang en honor dels déus) i un "sacrifici d'ofrenes" potser del seu cunyat
Diversos monuments epiolmeques similars mostren figures luxosament vestides amb elevats tocats, com l'Estela d'Alvarado i l'Estela del Mesón. Aquests dos monuments també mostren una figura més petita en posició subordinada i aparentment en intimitat. Alguns glifs erosionats d'escriptura istmiana també apareixen en l'Estela d'Alvarado. L'Estela 1 del Mesón no té text.
Aquest art monumental de "governants exaltats" posteriorment es va estendre als territoris maies de l'est durant l'era clàssica mesoamericana.

## Transformació final
Cap al 250 dC, Cerro de las Mesas, Remojadas i altres llocs al nord al llarg de la costa de Veracruz havien eclipsat a l'assentament de Tres Zapotes. Per bé que Tres Zapotes continuaria habitat durant l'era clàssica, el seu auge havia passat i la cultura epiolmeca deixaria pas a la Cultura clàssica de Veracruz.